# Celinnyj (Buriacja)
Celinnyj (ros. Целинный) – osiedle w Rosji, w Buriacji, w rejonie jerawnińskim. W 2010 liczyło 469 mieszkańców.